# Зеленогірське (селище)
Зеленогірське — селище в Україні, в Подільському районі Одеської області. Адміністративний центр Зеленогірської селищної громади.

## Історія
Утворено у 1978 році, статус смт надано 21 лютого 1978 року.
12 червня 2020 року, відповідно до Розпорядження Кабінету Міністрів України від № 724-р «Про визначення адміністративних центрів та затвердження територій територіальних громад Одеської області», увійшло до складу Зеленогірської селищної громади.
19 липня 2020 року, в результаті адміністративно-територіальної реформи і ліквідації Любашівського району, селище увійшло до складу новоутвореного Подільського району.

## Населення

### Мова
Розподіл населення за рідною мовою за даними перепису 2001 року:
| Мова            | Кількість | Відсоток |
| --------------- | --------- | -------- |
| українська      | 1690      | 94.47%   |
| російська       | 68        | 3.79%    |
| румунська       | 28        | 1.57%    |
| білоруська      | 2         | 0.11%    |
| інші/не вказали | 1         | 0.06%    |
| Усього          | 1789      | 100%     |

## Транспорт
Поруч знаходиться Заплази (станція).

## Відомі мешканці

### Народились
- Рябошапка Руслан Георгійович (1976) — український політик та юрист.
- Кур'ята Ніна Володимирівна (1978) — український журналіст, біолог та поет; кандидат біологічних наук. Головний редактор «BBC Україна».